# Janne Sietan
Janne Sietan (* 8. Juni 2002 in Forst) ist ein deutscher Fußballspieler, der seit Sommer 2024 beim SV Waldhof Mannheim unter Vertrag steht.

## Karriere
Nach seinen Anfängen in der Jugend des FC Energie Cottbus wechselte er im Sommer 2021 zum SV Babelsberg 03. Dort kam er in der Regionalliga Nordost zu 93 Einsätzen.
Im Sommer 2024 wechselte Sietan in die 3. Liga zum SV Waldhof Mannheim. Nach zwei Einsätzen in der Landesliga Baden gab er am 18. Oktober 2024 beim 3:0-Sieg gegen den FC Erzgebirge Aue sein Profidebüt. An diesem Spieltag wurde er vom Kicker als Spieler des Spieltags ausgezeichnet. Seitdem konnte er sich als Stammspieler etablieren.